# Faut pas rêver
Faut pas rêver és un programa de televisió francès sota format de reportatges creat l'any 1990, emès al canal públic France 3 i presentat per Philippe Gougler des del 2014. L'objectiu del programa és difondre la cultura de cada país o indret en el qual la presentadora viatja a través, precisament, de viatges. En el reportatge, d'unes 2 hores aproximadament, s'intenta cobrir tots els aspectes de la cultura del lloc visitat. El programa s'emet exclusivament en francès.
Fou presentat per Marc Bessou i Valérie Maurice l'any 1990. Després va passar a càrrec de Sylvain Augier del 1990 al 1999, després a Laurent Bignolas del 1999 al 2009, a la Patricia Loison del 2010 al 2011, a la Tania Young del 2011 al 2014, i finalment al Philippe Gougler des des de 2014. La producció es fa a càrrec de XL Productions i Bonn Pioche des del 2005.